# Mahfoud Ferroukhi
Pour les articles homonymes, voir Ferroukhi.
 (septembre 2016).
Mahfoud Ferroukhi est un archéologue et universitaire né à Miliana en 1953. Il cumule une longue expérience dans les fouilles archéologiques et la protection des monuments, dans plusieurs pays.

## Biographie
Il a étudié l'archéologie et l'histoire de l'art à l'Université Aristote de Thessalonique (Grèce). Il obtient son doctorat en Archéologie et Histoire de l'Art à l'Université Paul-Valéry Montpellier 3 (France) sous la direction du professeur Jean Marcadé. En 1978, il est nommé Conservateur du musée et du site archéologique de Cherchell puis Directeur de l'Atelier de Restauration de la Casbah d'Alger puis Sous-Directeur de l'Archéologie au Ministère Algérien de la Culture. Depuis 1991, il est Chercheur et chargé de mission pour la coopération internationale à l'Institut français de recherches archéologiques préventives,.

## Publications
- Nos ancêtres les Rois Numides ou les Aguellids des Imazighen, édition Dalimen, Alger, 2009.
- Juba II et Cléopâtre Séléné, édition Dalimen, Alger (sous presse).
- Les Moulins de Moulay Idriss (Fès, Maroc). De la fouille préventive à la détection de structures hydrauliques, 2016, Annales Littéraires, 954 ; Série « Environnement, sociétés et archéologie ».